# Colchicum lusitanum
Colchicum lusitanum é uma espécie de planta com flor geófita, pertencente à família Liliaceae. 

## Nomes comuns
Os seus nomes comuns são açafrão-bastardo, cebola-venenosa, cólquico, dama-nua, dedo-de-mercúrio, lírio-verde, mata-cão, morte-de-cães ou narciso-do-outono

## Morfologia
Trata-se de uma planta bolbosa geófita, ou seja, é uma planta herbácea perene que deposita as gemas subterraneamente. Durante a estações menos propícias, não exibe órgãos aéreos à superfície do solo e as gemas encontram-se dentro de órgãos subterrâneos, como os bolbos, que são órgãos de reserva que produzem anualmente novos caules, folhas e flores.

### Raízes
As raízes são fibras fascioladas e brotam lateralmente de um bolbo-túbero, oblongo ou piriforme ou elipsóide, depositado muito profundamente no solo (10 a 15 centímetros).  Em rigor, trata-se mais precisamente dum túbero, que tem uma consistência sólida e está envolto em membranas coriáceas de cor castanha- arroxeada. Este túbero, no final do Verão (ou no início do Outono), forma o rebento floral do qual, depois, se formará a flor propriamente dita, relegando a tarefa de brotar as folhas e os frutos, para a Primavera; concomitantemente, formar-se-á um novo túbero a partir do inter nódulo basal.
As dimensões do bolbo são: 3 centímetros de diâmetro e  4 a 7 centímetros de altura.

### Caule
O caule está praticamente ausente: as folhas e as flores crescem diretamente do túbero radical (o túbero pode ser considerado o hipogeu do caule).

### Folhas

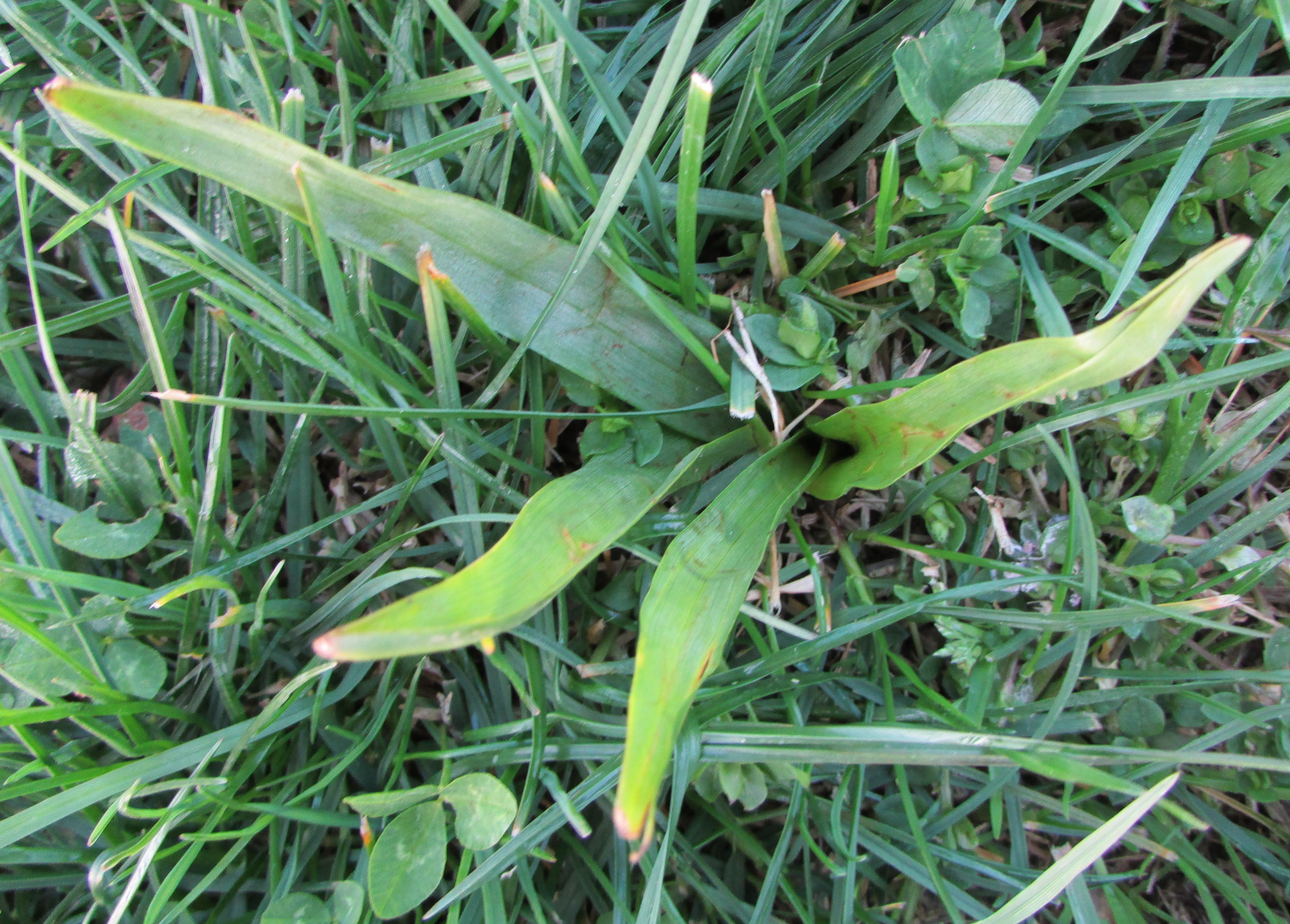
Folhas primaveris

As folhas são radicais (partem da raiz), envolventes e eretas. O encaixe da folha no túbero é espiralado e imbrincado. A forma é oblongo-eliptíca. A coloração é verde intenso em ambas as faces da folha e a consistência é particularmente carnosa.
A folha mais externa tem 2 a 4,5 centímetros de largura e 13 a 29 centímetros de comprimento..  A folha do açafrão-bastardo diferencia-se da do açafrão-do-prado por ser mais estreita

### Inflorescências
As inflorescências são compostas por um tubo corolino de 5 a 20 centímetros, desprovido de folhas e de cor branca.. Na base da flor encontra-se uma espata esbranquiçada, quase sem cor, com margens membranosas e estreitas

### Flores

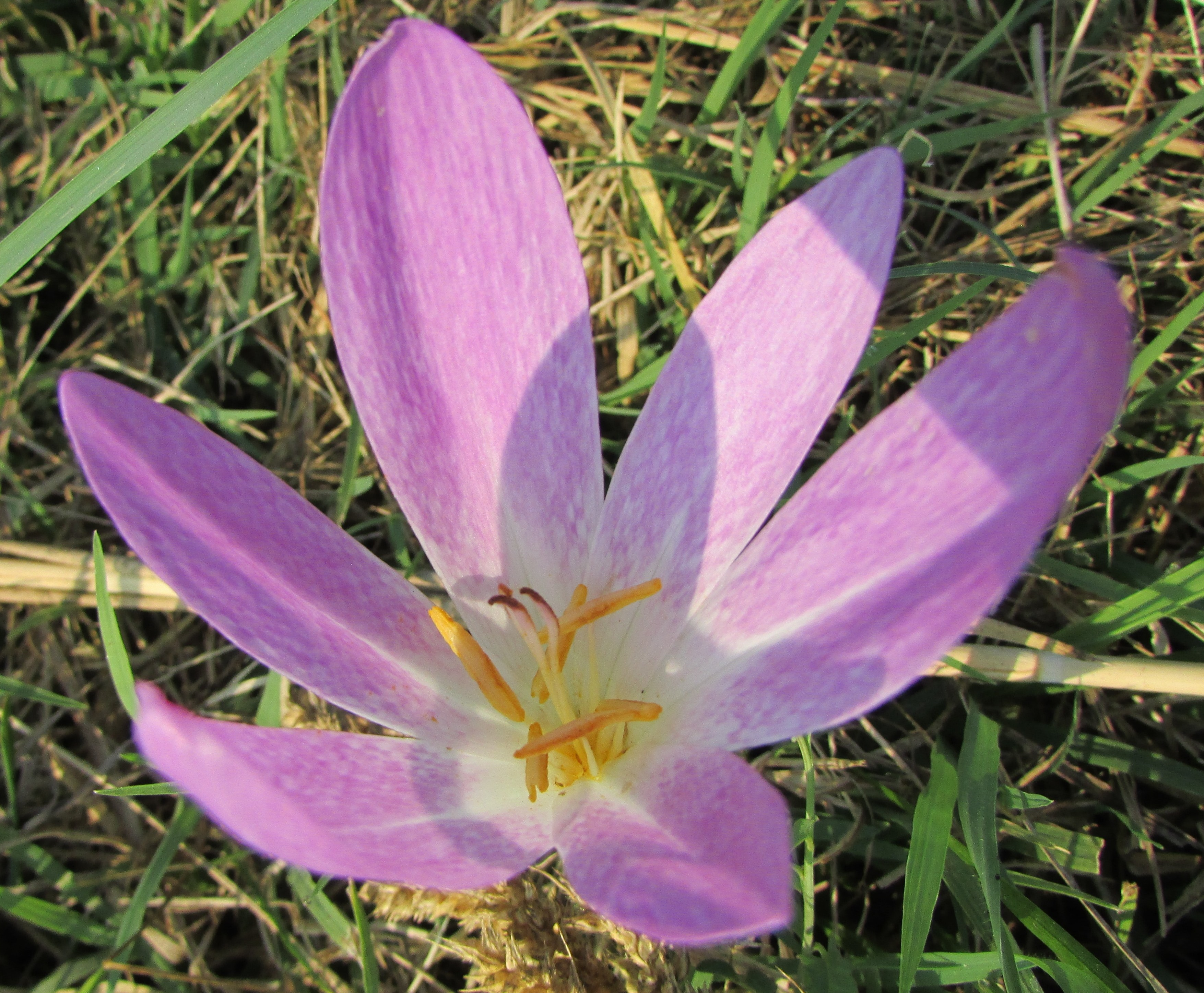
As flores da cebola-venenosa

As flores são hermafroditas, actinomorfas, e têm verticilos compostos por três elementos (trimeras). Cada bolbo pode produzir entre 1 a 6 flores , na ausência de folhas, que hão-de cair na próxima Primavera. A floração ocorre entre Setembro e Novembro.
As pétalas da dama-nua distinguem-se das da noselha (merendera filifolia) por terem um padrão axadrezado, ao passo que as da noselha são de coloração mais uniforme.

### Frutos
A frutificação sobrevém entre Maio e Junho, mas é relativa consoante a altura do florescimento do ano anterior.. Consiste numa cápsula septicida, ovato-oblonga de ângulo agudo no coruto, que desponta da terra juntamente com as novas folhas. As sementes são globosas e escuras, com um diâmetro de 2 a 4 milímetros A disseminação destas sementes é proporcionada por certas substâncias peganhentas, presentes na face externa do fruto. Dessarte, as sementes aderem às patas de animais transeuntes, que as disseminam por onde passarem.
Dimensões da cápsula: 15 a 30 milímetros de largura;  25 a 55 milímetros de comprimento.

## Taxonomia
A autoridade científica da espécie é Brot., tendo sido publicada em Phytographia Lusitaniae Selectior 2: 211. 1827.
A família das Colchicaceae compreende cerca de 250 espécies. O género Colchicum circunscreve-se a pouco mais duma centena de espécies.

### Sinonímia
A espécie desta planta já teve diversas nomenclaturas. Elencam-se alguns dos sinónimos mais frequentes:
- Colchicum levieri Janka[9]
- Colchicum actupii Fridl.
- Colchicum algeriense Batt.
- Colchicum autumnale subsp. algeriense Batt.
- Colchicum autumnale var. algeriense (Batt.) Batt. & Trab.[4]
- Colchicum autumnale var. castrovillarense N.Terracc.
- Colchicum autumnale var. fritillatum Samp.
- Colchicum autumnale var. gibraltaricum Kelaart
- Colchicum bivonae auct. hisp. non Guss.[4]
- Colchicum bivonae var. lusitanum (Brot.) Nyman
- Colchicum byzantinum Ten.
- Colchicum fharii Fridl.
- Colchicum levieri Janka
- Colchicum texedense Pau[13]

### Etimologia
O nome do género deriva do grego "Kolchis" = Cólquida antiga região a Sul do Mar Negro, situada sensivelmente naquilo que hoje corresponde à actual Georgia, onde, segundo Dioscórides, crescia este bolbo e habitaria a maga venéfica Medeia, das lendas de Jasão.
O epíteto específico (lusitanum) deriva da termo Lusitânia, que alude a Portugal .
O nome botânico foi atribuído por Félix de Avelar Brotero (Loures, 25 de Novembro de 1744 - Lisboa, 4 Agosto 1828), botânico português.

## Distribuição
Esta planta é natural do Mediterrâneo. Encontra-se dispersa por Portugal, Espanha, Ilhas Baleares, Marrocos, Tunísia e Itália

### Portugal
Trata-se de uma espécie presente no território português, nomeadamente em Portugal Continental. Mais concretamente, nas zonas do Centro-Oeste calcário; do Centro-Oeste olissiponense; do Sudeste Setentrional e do Barlavento Algarvio.
Em termos de naturalidade é nativa da região atrás referidas.

### Ecologia
A planta prefere os terrenos secos, de substracto básico e tendencialmente pedrosos. Medra em ambientes nemorosos, entre balças, matorrais, charnecas e veigas.

### Protecção
Não se encontra protegida por legislação portuguesa ou da Comunidade Europeia.

## Propriedades farmacológicas
- Substâncias nocivas: tal como todas as outras colquíceas, os narcisos-do-outono são plantas venenosas, porquanto contêm colchicina.[9], um alcalóide altamente tóxco (que, dentre os seus vários efeitos, impede a formação do fuso mitótico nas células, favorecendo, portanto, a poliploidia) presente fundamentalmente nas sementes, embora também se encontre no bolbo[16]. Se ingerido, causa ardor na boca, náuseas, cólicas, diarreia sanguinolenta, delírios e morte[17]. Por vezes, a mera manipulação das flores pode causar danos na pele[18] Esta substância é ainda denominada de "arsénico vegetal"[19];
- Propriedades curativas: estas plantas eram usadas na medicina popular.[19], aproveitando-se das suas faculdades como analgésicos, antipiréticos (baixar a temperatura corporal)[9] e eméticos[17]  A planta chegou a ser usada em práticas alquímicas, porquanto se acreditava que a partir dela se poderia obter o éter alquímico[8];
- Partes da planta usadas: com os fluídos extraídos das sementes e dos bolbos faziam-se tinturas[8];